# 奥罗斯 (塞阿拉州)
奥罗斯（葡萄牙語：Orós）是巴西塞阿拉州的一个市镇。总面积576.269平方公里，总人口20762人，人口密度36人/平方公里。